# Монастир (гміна)
Ґміна Монастир (пол. Gmina Manasterz) — колишня (1934—1939 рр.) сільська ґміна Переворського повіту Львівського воєводства Польської республіки (1918—1939) рр. Центром ґміни було село Монастир.
1 серпня 1934 р. було створено об'єднану сільську ґміну Монастир в Переворському повіті Львівського воєводства внаслідок об'єднання дотогочасних (збережених від Австро-Угорщини) громад сіл (ґмін): Гадлє Каньцуцкє, Гуціско Яворніцкє, Лопушка Велика, Монастир, Мединя Каньчузька, Тернавка, Відачів і Заґуже.